# Habenaria galpinii
Habenaria galpinii är en orkidéart som beskrevs av Harry Bolus. Habenaria galpinii ingår i släktet Habenaria och familjen orkidéer. Inga underarter finns listade i Catalogue of Life.